# Spalatói Tamás
Tamás spalatói főesperes (1200 körül – Spalató, 1268. május 8.), latin nyelven író középkori krónikás. Historia Salonitanorum Pontificum atque Spalatensium, azaz A salonai és spalatói főpapok története című munkája fontos forrása a magyar, horvát, dalmát történelemnek s különösen a tatárjárásnak. A magyar történeti szakirodalomban Spalatói Tamás néven említik.

## Élete
Bolognában tanult. Születési időpontjára abból következtethetünk, hogy 1230-ban 30 évesnek mondta magát. Ekkor választották meg főesperesnek, korábban kanonok volt. Környezetét megosztotta; sok tisztelője és sok ellensége is volt. Rómában hamisan megvádolták, de sikeresen megvédte magát. 1239-ben érseknek is megválasztották, de a támadások hatására inkább lemondott a székről. 
Kétszer járt követségben IV. Béla udvarában is. A tatárjárással kapcsolatosan tájékoztat a helyi, dalmáciai eseményeken kívül magyarországiakról is; ezekről az ott érsekként működő s a tatárjárást korábban személyesen átélő Rogerius mestertől értesülhetett.

## Művei
A bevezetőben említett művének a tatárjárásra vonatkozó része magyarul is hozzáférhető A tatárjárás emlékezete c. könyvben. Szinnyei szerint ez a krónika az egyetlen forrása annak a történetnek, hogy Imre király fegyvertelenül, egy szál pálcával átment az ellene törő öccse, a későbbi II. András táborába, és egyedül elfogta őt.
- Rogerius mester siralmas éneke / Tamás spalatói esperes "Historia Salonita"-jából, a tatárjárás története / Richardus: Nagy-Magyarország dolgáról; ford. Szabó Károly; Ráth, Pest 1861 (Magyarország történetének forrásai)
- Magyarország történetének forrásai. Magyarország alapításától a XVI-dik századig / Rogerius mester váradi kanonok siralmas éneke. Magyarországnak IV. Béla király idejében a tatárok alatt történt romlásáról Tamás spalatói esperest "Historia Salonita"-jából a tatárjárás története Nagy-Magyarország dolgairól; ford. Szabó Károly; Kner Ny., Békéscsaba, 1996